# DraftSight
DraftSight è un software CAD utilizzabile - in modo gratuito previa attivazione tramite semplice invio della propria E-mail fino alla versione 2018, sviluppato dalla Dassault Systèmes e introdotto nel 2010. Dalla versione 2019 SP0 diventa a pagamento.

## Caratteristiche
Si tratta di un nuovo prodotto CAD 2D e parzialmente 3D, che offre agli utenti CAD professionali, studenti e formatori uno strumento per leggere, editare e condividere file DWG. L'installer di DraftSight occupa circa 185 MB nella versione per Windows 64 bit e 225 per Ubuntu Linux. L'applicazione attivata sul PC di DraftSight occupa più di 332 MB che non è un fatto da sottovalutare in ambiente Debian 7; nel caso si installi il sistema operativo completo con le impostazioni di default nella modalità con tutte le partizioni separate risulterebbe troppo piccola la radice (partizione), quindi in questo caso occorre installarlo con la partizione di radice più grande. Il software utilizza Ares di Graebert GmbH come piattaforma di sviluppo. Il software è disponibile anche in lingua italiana, il manuale d'uso di 180 pagine, attualmente solo in lingua inglese è anch'esso fornito gratuitamente e reperibile in rete.
Ha superato il milione di download.
Ad aprile 2017 le versioni per Linux e macOS sono ancora in versione beta.

## Funzionalità
DraftSight è progettato per utilizzatori CAD professionali ed include le seguenti funzionalità:
- Supporto in lettura e scrittura di file DWG/DXF
- File | Salva in formato file DWT/DWG/DXF in precedenti versioni (necessita attivazione e.mail)
- Crea file DXF binari o ASCII
- Inserisce file immagine (.bmp, .gif, .jpg, .jpeg, .png, .tif, e .tiff)
- Allegare disegni di riferimento esterni
- File | stampa nei formati file .plt, .jpg, .pdf, .png, e .svg
- Salva nei formati .wmf, .jpeg, .pdf, .png, .sld, .svg, .tif, e .stl
- crea pagine multiple in PDF
- pubblica su eDrawings o Drawings Now
- File | export | esporta nei formati file *.bmp, *.emf, *.jpg,*.pdf, *.png, *.sld,*.svg, *.tiff
- Sistema di riferimento cartesiano
- input da linea di comando
- barra degli strumenti e menu tradizionali
- rotella del mouse pan & zoom
- Blocchi & file di riferimento
- livelli & gestione dei layer
- Finestre poligonali
- blocchi finestre
- Congelare, bloccare o disattivare i livelli per ogni finestra
- Maschere di background per le note
- Gestione proprietà
- Visualizzazione oggetti proxy
- Zoom e pan dinamico
- Alias dei comandi
- file di Menu
- Tabelle stili di stampa CTB e STB
- Font SHX e TrueType
- file tipi di linea LineStyle
- creazione modelli di disegno
- Templates (Modelli)